# Kuweires Sharqi (nahija)
Nahija Kuweires Sharqi (ar. ناحية كويرس شرقي) je nahija u okrugu Dayr Hafir, u sirijskoj pokrajini Alep. Površina nahije je 218,64 km2. Po popisu iz 2004. (prije rata), nahija je imala 26.729 stanovnika. Administrativno sjedište je u naselju Kuweires Sharqi.